# Pulskiezen

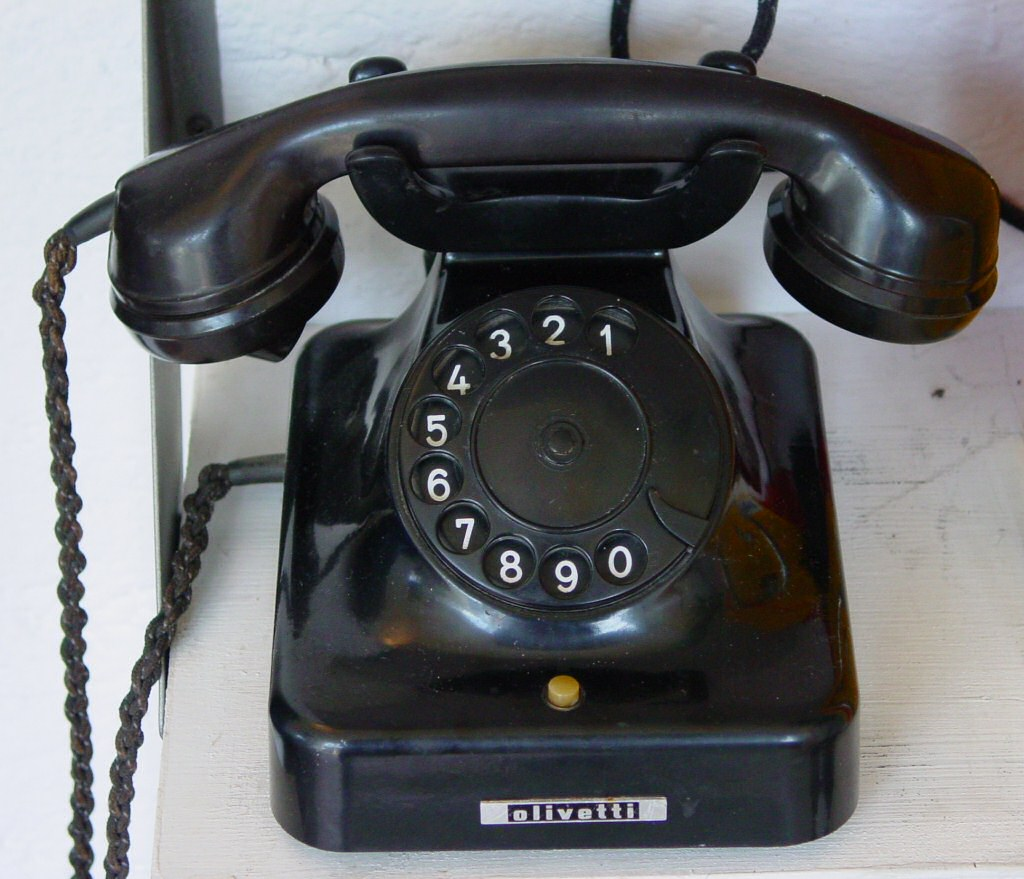
Oud telefoontoestel met kiesschijf

Pulskiezen is een manier om met een analoog telefoontoestel telefoonnummers te vormen. Tegenwoordig is het systeem bijna overal vervangen door toonkiezen.

## Opbouw
Aangezien een analoge telefoonlijn slechts over twee geleiders beschikte, moest men bepaalde technieken toepassen om alle signalering te implementeren. Het kiezen van nummers werd uitgevoerd door de stroom door de leiding in een bepaald ritme te onderbreken. Om bijvoorbeeld het nummer 4 te kiezen, werd de stroom 4 keer gedurende 68 ms onderbroken, met tussenruimtes van 32 ms, en gevolgd door een pauze van 200 ms. Bij het "opdraaien" van de kiesschijf werd het spreek-en-hoorgedeelte van het telefoontoestel kortgesloten, om te voorkomen dat de pulsen van de kiesschijf, in combinatie met de zelfinductie van de in het toestel aanwezige onderdelen, storende spanningspulsen zouden veroorzaken en er luide klikken uit de luidspreker zouden klinken. Bij het parallel schakelen van een tweede telefoon reageerde de bel hiervan op de kiespulsen, wat vaak als storend werd ervaren, maar wat soms ook een welkome vorm van sociale controle bood.
De pulsen worden door de apparatuur in de centrale op hetzelfde moment van 'draaien' gebruikt om vernuftige hefdraaikiezers te bedienen. Dit werd al mogelijk nadat Almon Strowger in 1889 de hefdraaikiezer uitvond. In latere versies worden indirect bestuurde hefdraaikiezers gebruikt, die nadat alle pulsen 'geteld' waren de juiste verbinding tot stand brachten.
Vroege druktoetstelefoons (zoals de Diavox en Unifoon uit de jaren 80) waren in Nederland verkrijgbaar in twee versies. Een abonnee die nog was aangesloten op een oude telefooncentrale (die niet met het moderne toonkiezen kon werken), kreeg een toestel met elektronica die pulsen produceerde, dus een kiesschijf simuleerde. Deze toestellen waren herkenbaar aan de ontbrekende toetsen * en # en aan de letters IDK (Impuls Druktoets Kiezen). Abonnees die op een moderne computergestuurde centrale aangesloten waren, kregen een TDK-versie. De allereerste druktoetstelefoon in Nederland was echter de T65-TDK uit 1974, maar deze was uitsluitend verkrijgbaar als toonkiezer.

## Implementaties
In de meeste landen wordt het systeem gebruikt dat één onderbreking het cijfer 1 voorstelt, twee onderbrekingen het cijfer 2, enz.  Het cijfer nul wordt gevormd door 10 onderbrekingen.
Twee landen hebben echter een afwijkend systeem:
- Zweden: één onderbreking is het cijfer 0, twee onderbrekingen het cijfer 1, enz.
- Nieuw-Zeeland: tien onderbrekingen voor cijfer 0, negen onderbrekingen voor cijfer 1, enz.

Wordt een telefoontoestel van deze landen elders gebruikt, dan zouden de cijfers op de kiesschijf veranderd moeten worden.

## Toekomst
Pulskiezen wordt tegenwoordig nog slechts zelden toepast.  Enkel heel oude telefoons gebruiken dit systeem. Het systeem is bijna overal vervangen door toonkiezen, dat veel sneller werkt. Nieuwere telefoons zijn uit compatibiliteitsoverwegingen vaak nog instelbaar tussen pulskiezen en toonkiezen.
Nieuwere PSTN-centrales en de meeste VoIP-apparatuur, zoals SIP ATA's, en dergelijke, ondersteunen dit pulskiezen soms zelfs niet meer.

## Trivia
- Aangezien het haakcontact de stroom door de telefoon ook onderbreekt, was het met enige handigheid mogelijk een nummer te kiezen door de haak in het juiste ritme (10 hertz) in te drukken. Naast een staaltje van technisch inzicht in combinatie met snelle motoriek, waar sommigen indruk mee poogden te maken, bood het ook de mogelijkheid om te kunnen telefoneren als de kiesschijf met een hangslotje was geblokkeerd.